# Thợ đánh giày

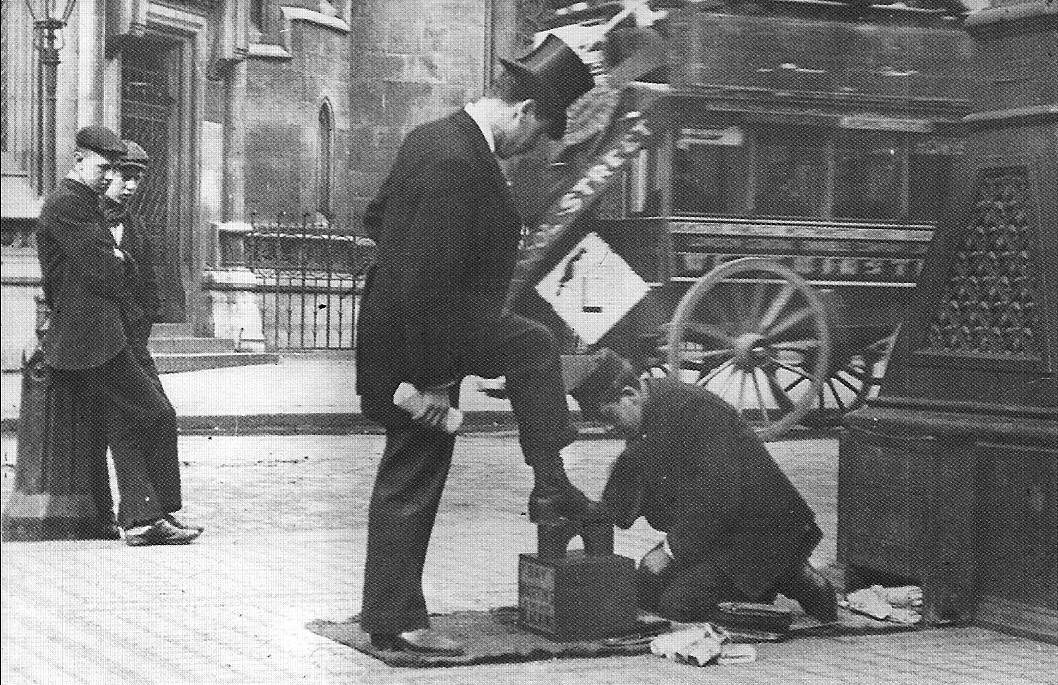
Nghề đánh giày năm 1916

Thợ đánh giày hoặc nghề đánh giày là một công việc của một người chịu trách nhiệm làm sạch và đánh bóng giày dép bằng sáp và xi đánh giày, thường là phục vụ cho khách qua đường. Nghề đánh giày thường được biết đến bởi những cậu bé lao động vì công việc này theo truyền thống do trẻ em nam và thanh niên làm. Quá trình vệ sinh hầu như luôn được thực hiện ngoài trời và sử dụng giá đỡ chân đặc biệt.
Trong khi vai trò của nó bị phủ nhận trong phần lớn nền văn hóa Tây phương, những đôi giày đánh bóng là nguồn thu nhập chính của nhiều trẻ em và gia đình trên khắp thế giới. Một số thợ đánh giày cũng phục vụ chẳng hạn như vá giày dép.

## Lịch sử

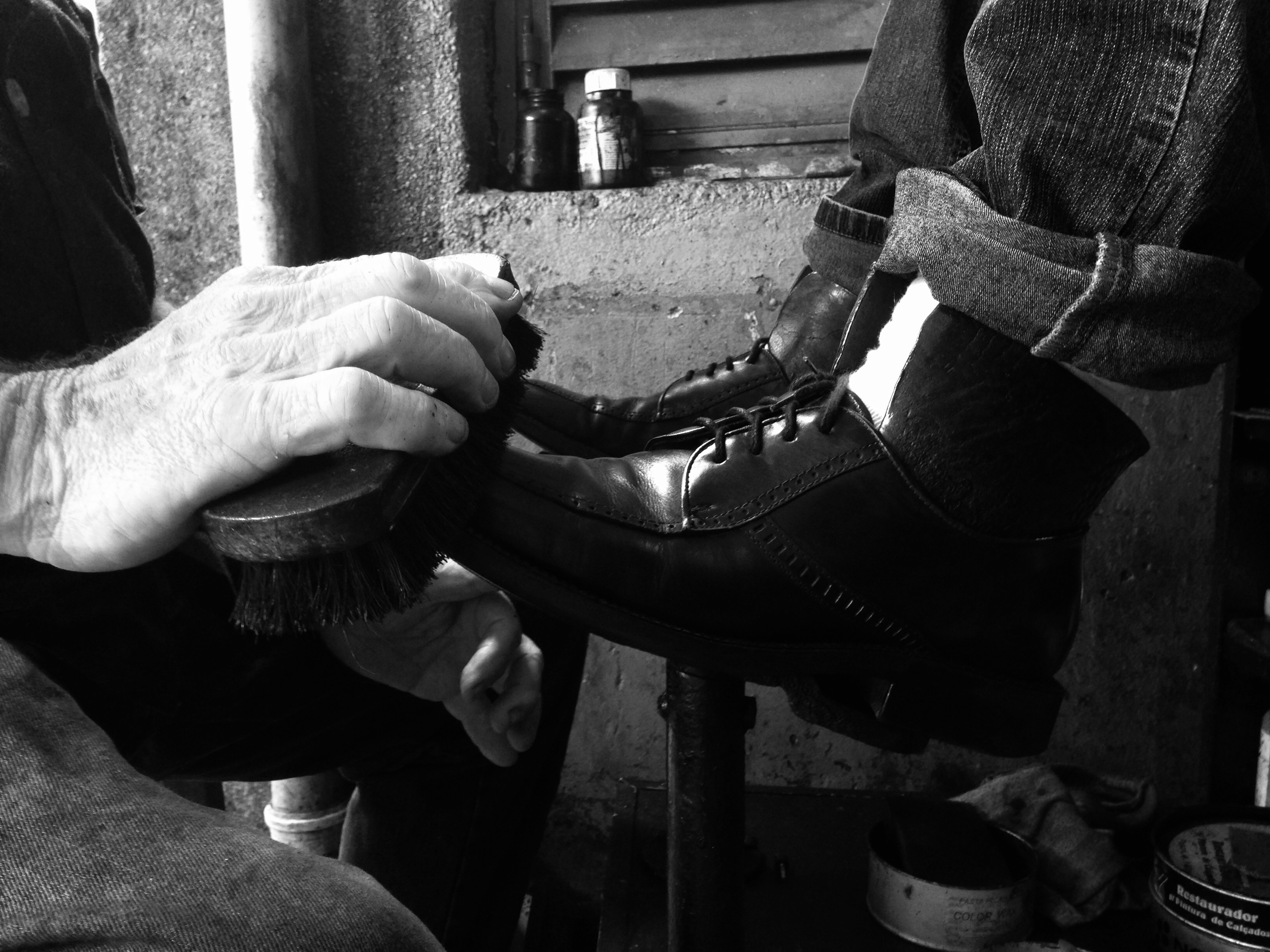
Nghề đánh giày

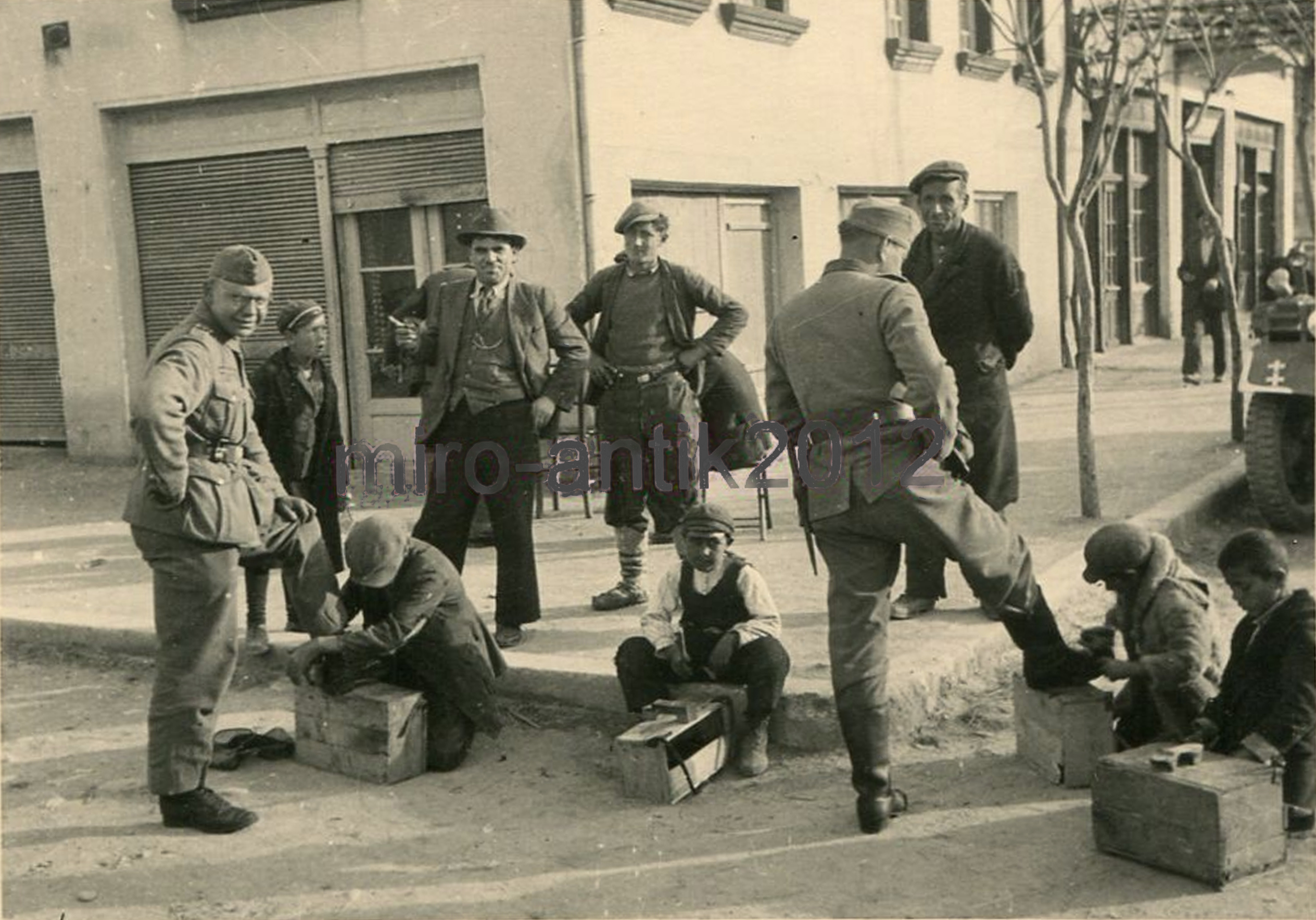
Lính Đức và trẻ em lao động ở Kavala, trong nạn đói lớn ở Hy Lạp, 1941.

Đánh giày không được phổ biến như một nghề phục vụ cho đến đầu thế kỷ 20. Trong suốt những năm cuối thế kỷ 19, những cậu bé đánh giày đã phục vụ trên đường phố của Úc, Vương quốc Anh và Hoa Kỳ. Họ thiết lập các trạm di động bên ngoài các con đường dành cho người đi bộ đông đúc như sân ga và khu thương mại của các thành phố lớn, để cung cấp dịch vụ đánh giày bằng mọi thứ từ mỡ động vật, đến sáp ong và mật ong.
Vào khoảng năm 1830, cuộc Cách mạng công nghiệp đã kéo theo việc sản xuất hàng loạt giày dép trong các nhà máy, và bởi vì mọi người đã quen với việc chi tiêu một tỷ lệ tương ứng cao trong mức lương hàng năm của họ cho giày dép.
Vào những năm 1900, các sản phẩm đánh giày đặc biệt có nhu cầu cao. Loại xi đánh giày đầu tiên giống với các loại giày hiện đại (được thiết kế chủ yếu để tạo độ bóng) được phát minh tại Melbourne, bởi William Ramsay và Hamilton McKellan. Được gọi là 'Kiwi', chất đánh bóng ủng kết hợp các thành phần giúp tăng độ mềm mại và thêm khả năng chống nước. Sự phổ biến của 'Kiwi' đã lan rộng trong Thế chiến I, khi quân đội Úc và New Zealand buôn bán hộp thiếc đánh bóng cho các thùng thuốc lá và các mặt hàng xa xỉ khác dọc chiến tuyến. Chiến tranh thế giới thứ nhất cũng đòi hỏi phải sử dụng chất đánh bóng cho thắt lưng sáng bóng, bao súng và dây buộc ngựa.
Thời kỳ Đại khủng hoảng là thời kỳ mà nhiều người đàn ông thất nghiệp đã chuyển sang nghề đánh giày, kiếm đủ tiền để giúp cho gia đình của họ ổn định cuộc sống. Giá thành tương đối rẻ, vì thế người làm nghề đánh giày sử dụng một hộp xi đánh giày có thể dùng được trong vài tuần. Và giống như cửa hàng cắt tóc ở địa phương, đánh giày đã trở thành một địa điểm phổ biến để mọi người tụ tập.
Trong suốt những năm 1960 và 70, việc nam giới đi giày thể thao thay vì giày da và ủng ngày càng trở nên phổ biến. Do đó, nhu cầu trước đây đối với các dịch vụ đánh bóng và đóng giày đã bắt đầu suy giảm.

## Hiện nay

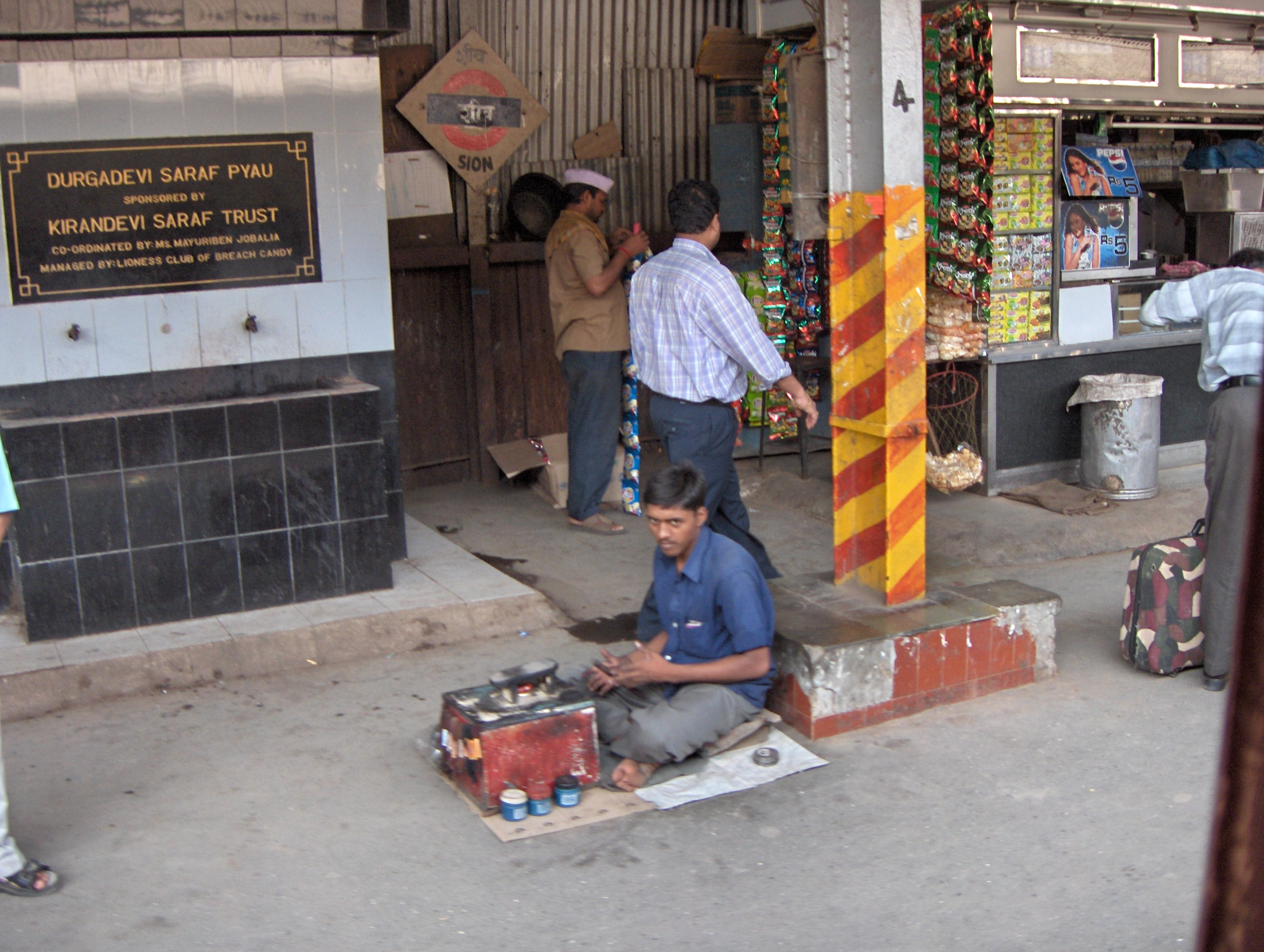
Một người đánh giày tại ga tàu Sion ở Mumbai, Ấn Độ.

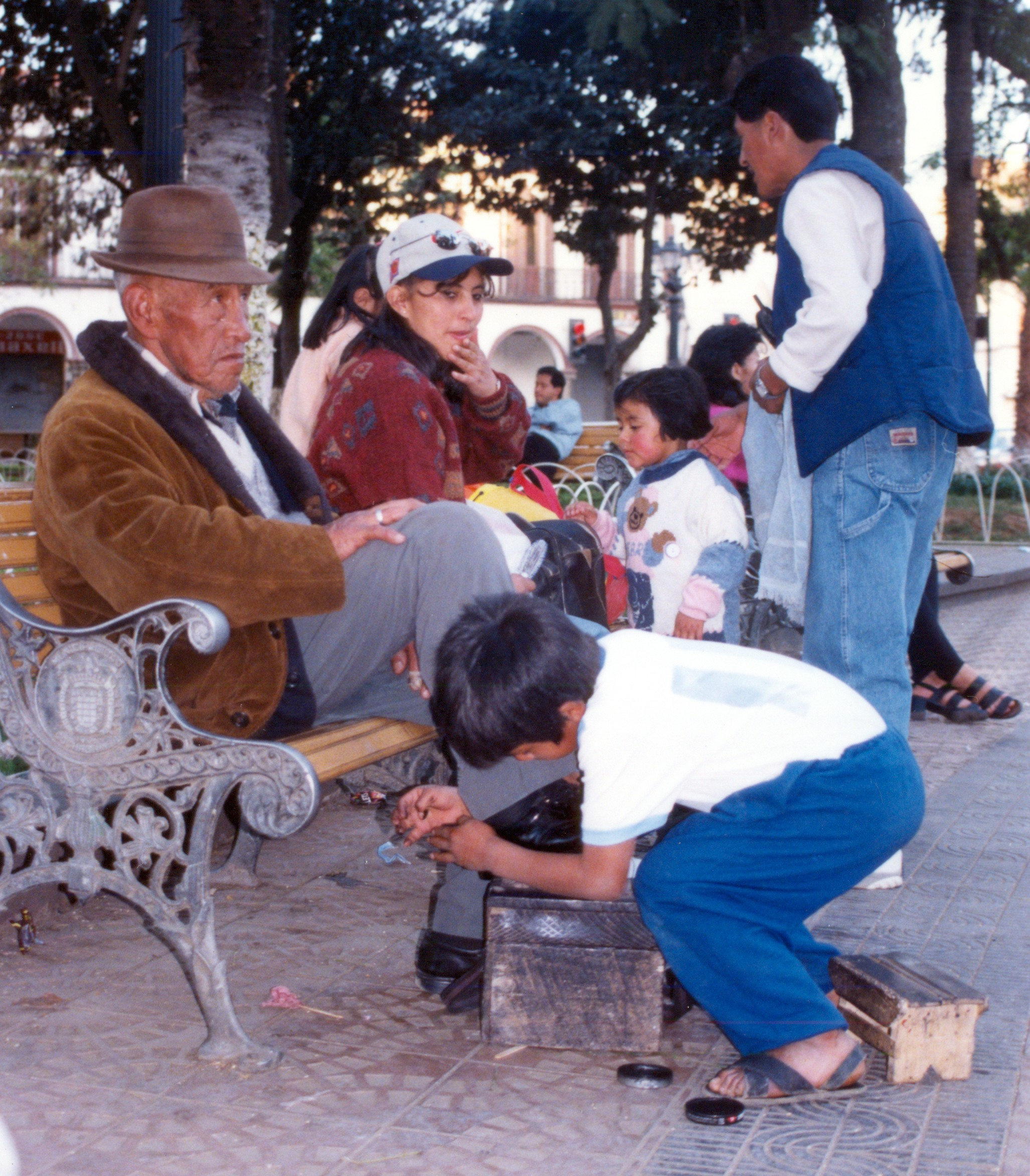
Cũng như ở nhiều quốc gia nghèo, lao động trẻ em tại Bolivia là một điều phổ biến ở các thành phố lớn ở Nam Mỹ.

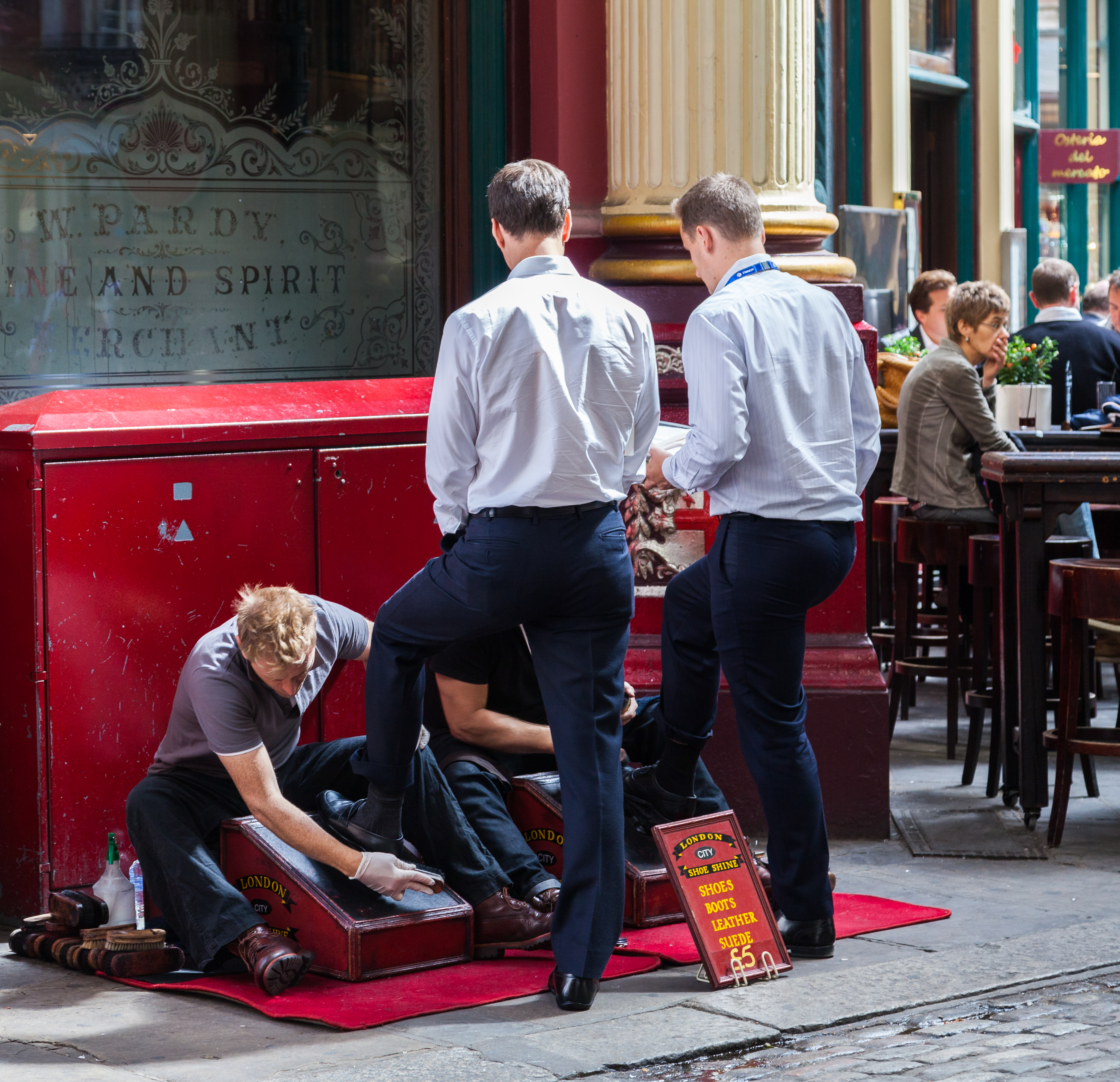
Nghề đánh giày đường phố ở Luân Đôn, Anh.

Nghề đánh giày hiện phổ biến ở nhiều nước trên thế giới, bao gồm các nước tại Đông Nam Á, với doanh thu mà thợ đánh giày kiếm được chiếm một tỷ trọng đáng kể trong thu nhập gia đình, đặc biệt khi người trụ cột của gia đình đã qua đời hoặc không còn khả năng lao động.
Ở Afghanistan, một số trẻ em sẽ làm việc sau giờ học và có thể kiếm được 100 Afghanistan (khoảng 1 đồng bảng Anh) mỗi ngày. Nhiều trẻ em đường phố học nghề đánh giày để làm phương tiện thu nhập chính.
Một số thành phố yêu cầu thợ đánh giày phải có giấy phép để làm việc hợp pháp. Vào tháng 8 năm 2007, những người thợ đánh giày ở Mumbai của Ấn Độ được thông báo rằng họ không thể làm việc tại các ga đường sắt do "bất thường về tài chính". Mỗi Hiệp hội đánh giày đã được yêu cầu đăng ký lại giấy phép của họ, với nhiều người lo lắng rằng họ sẽ thua đối thủ.

## Văn hóa đại chúng
Lịch sử của nghề đánh giày trong điện ảnh hiện đại có thể bắt nguồn từ bộ phim ngắn năm 1943, mang tên Cậu bé đánh giày (The Shoe Shine Boy). Do MGM sản xuất, câu chuyện kể về một ngày trong cuộc đời của một người đánh giày trẻ tuổi, khao khát quyên góp được 2 đô la cho một chiếc kèn cũ trước khi xuất xưởng. Mặc dù bộ phim dài 15 phút mang tính chất tuyên truyền Thế chiến II rõ ràng, nhưng nỗ lực của các chàng trai trẻ không nằm ngoài khả năng. Trên thực tế, James Brown, với biệt danh "Bố già nhạc Soul", đã khởi nghiệp bằng nghề đánh giày ở Augusta, Georgia, ông đã kiếm được 3 xu cho một đôi giày.
Năm 1956, Johnny Cash phát hành ca khúc "Get Rhythm" như là phần B cho bản hit số 1 của ông cho album "Walk The Line". Bài hát dựa trên cuộc sống của một cậu bé đánh giày phát triển nhịp điệu và nhạc blues để vượt qua sự tẻ nhạt của công việc về nghề đánh giày khó khăn hoặc lựa chọn để hạnh phúc và tìm thấy điều tốt đẹp trong cuộc sống.